# Desio
Desio je mesto in občina v severni italijanski pokrajini Monza in Brianza, v deželi Lombardiji .

## Zgodovina

### Izvor imena
Desio je bil naseljen že v predrimski dobi, v času vladavine Galov (Insurbov). Najdena je žrtvena žara s posvetilnim napisom poganskim bogovom.
Ime kraja izhaja iz  latinskega  izraza ad decimum ; ker je bil oddaljen deset rimskih milj od Milana. Po drugih virih izhaja od imena poganskega boga Jupitra – v grščini izvirno Zevs; to so spremenili v latinski deus, kraj pa v Deussio vse do X. stoletja.
Trg pod imenom "Deussio" je napredoval zaradi pomembnega trgovskega položaja ob cesti med Milanom in Comom.

### Razvoj in napredek
Mesto se je začelo razvijati z letom 649, ko je milanski nadškof sveti Janez Dobri ukazal zgraditi župnijsko cerkev, ki so jo posvetili svetima Siru (Siro) in Maternu (Materno), da bi sprobrnili okoliško pogansko prebivalstvo, ki je bilo langobardskega izvora. 
1277 je tukaj potekala bitka med družinama Visconti in Della Torre zaradi nadvlade nad Milanom. 
24. februarja 1924 je Desio prejel častni naziv mesta s kraljevskim odlokom.
Najbolj znan je kot rojstni kraj Achilla Rattija, ki je postal papež Pij XI., v mladosti pa je bil tudi navdušen in uspešen planinec. 
Med napadom  amerikanskih zaveznikov je bila ubita operna pevka-sopranistkinja Magrinijevo (1878-1944) 

## Znamenitosti
- Vila Tittoni Traversi (18. stoletje)
- Torre dei Palagi (19. stoletje)

## Znamenite osebnosti
- Ottone Visconti (1207–1295), nadškof in utemeljitelj gospodarske moči rodbine Visconti v Milanu in Lombardiji
- Achille Ambrogio Damiano Ratti (1857–1939), papež Pij XI.
- Luigi Giussani (1922–2005), duhovnik in ustanovnik katoliškega laičnega gibanja Comunione e Liberazione
- Aurelio Milani (1934–2014), nogometaš
- Luigi Arienti (* 1937), kolesar
- Giovanni Bignami (1944–2017), zvezdoznanec-fizik
- Francesca Galli  (* 1960), kolesarka